# Wuling Jiachen
Wuling Jiachen – samochód osobowy typu minivan klasy kompaktowej produkowany pod chińską marką Wuling od 2022 roku.

## Historia i opis modelu

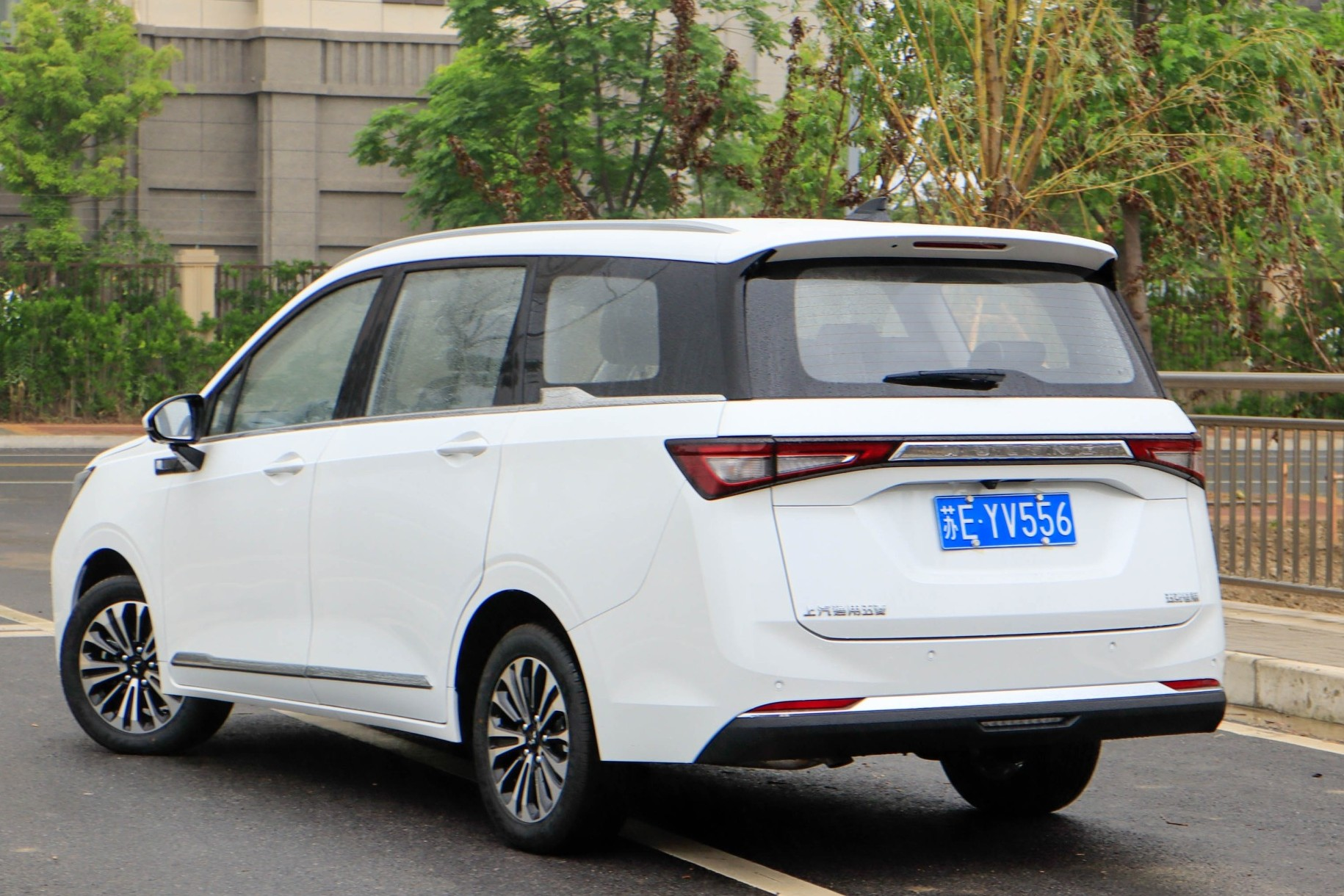
Wuling Jiachen - tył

W czerwcu 2022 Wuling przedstawił kolejny element rozbudowy swojej oferty o droższe, lepiej wyposażone i bardziej zaawansowane technicznie modele. Model Jiachen uplasował się w ofercie w roli kompaktowego minivana plasującego się poniżej flagowego Victory. Stylistyka została wzbogacona o liczne chromowane akcenty i ostre linie, na czele z obszernym wlotem powietrza zdominowanym przez srebrne logo producenta.
Wąska i wysoka kabina pasażerska została zaprojektowana pod kątem wygospodarowania jak największej kabiny pasażerskiej, która umożliwia transport do 6 pasażerów w trzech rzędach siedzeń. Każdy z nich otrzymał dedykowane siedziska wyposażone w rozkładane podłokietniki oraz szeroki zakres konfiguracji oparcia.
Do napędu Jiachena wykorzystana została często wykorzystywana w konstrukcjach sojuszu SAIC-GM-Wuling czterocylindrowa jednostka benzynowa o pojemności 1,5 litra, która opcjonalnie połączona została z automatyczną, bezstopniową przekładnią CVT.

### Sprzedaż
W przeciwieństwie do innych modeli przedstawionych w ramach modernizacji oferty rozpoczętej w 2020, Wuling wyraził brak planów wobec sprzedaży modelu Jiachen na rynkach zewnętrznych. Samochód pozostaje konstrukcją zbudowaną specjalnie z myślą o rynku chińskim, gdzie jest wyłącznie produkowany.

### Silnik
- R4 1.5l Turbo 145 KM